# Falks grav

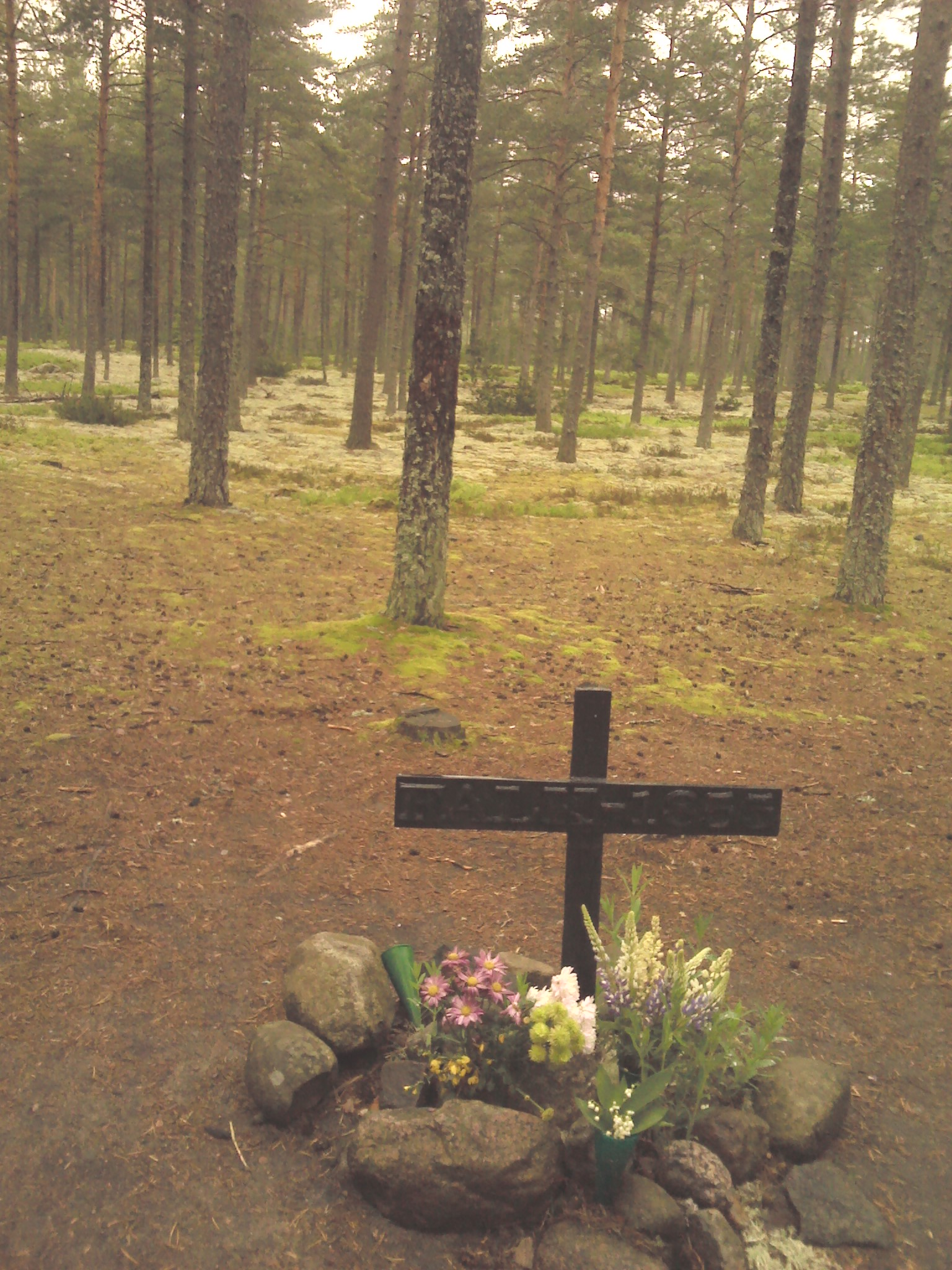
Falks grav i juni 2014

Falks grav eller Falkens grav finns på Svedmon på Hökensås i Brandstorps socken i Västergötland i Sverige. Numer tillhör platsen Habo kommun i Jönköpings län. Där ligger rånaren Jonas Falk begravd i den glesa tallskogen. På graven finns ett järnkors med inskriptionen "FALK – 1855". Graven har beteckningen RAÄ-nr Brandstorp 1:1 i fornminnesregistret. Det sägs att det ligger nya blommor vid graven varje dag sommartid.
I ett avsnitt av programmet Det hände här i SVT, sänt 26 februari 2013, uppmärksammades Falks grav. Jonas Falk är inte begravd där, utan det är avrättningsplatsen. Hans grav är okänd.